# インパーフェクト
『インパーフェクト』（Imperfect）は、オーイシマサヨシの6作目のシングル。2021年4月21日にポニーキャニオンより発売された。

## 概要
前作『世界が君を必要とする時が来たんだ/英雄の歌』以来約10か月ぶりのシングルリリースで、通常盤とアニメジャケット盤の2形態で発売された。また、7thシングル『ロールプレイング』と同時リリースされた。
表題曲はテレビアニメ『SSSS.DYNAZENON』のオープニングテーマ。2021年4月3日に先行配信された。カップリング曲「パワフルバディ」は、WEBアニメ『パワフルプロ野球 パワフル高校編』の主題歌となっている。
2021年1月5日に開催したオンラインワンマンライブ『世界が君を必要とする時が来たんだ』にて本作に関する情報が初公開された。その後、同年3月28日に『SSSS.DYNAZENON』の予告PV第3弾にて表題曲の一部が初公開された。
発売日当日には、スマートフォン向けリズムゲームアプリ『D4DJ Groovy Mix』に表題曲が原曲で追加された。

## 評価と受賞
- 冨田明宏は、「不完全（インパーフェクト）な存在が力を合わせてパーフェクトになり、更に“Imperfect”の”I”と”m”の間にアポストロフィーを入れれば“I’m Perfect”で「誰かが加わるだけで完璧」となり曲名に込めた意味合いだけでオーイシの只ならぬこだわりや作品に対する愛情が伝わる」「子供の頃からヒーローに憧れ続けたオーイシだからこそ描けるヒーロー像が、隅々にまで漲っている歌詞」と評価した[7]。

受賞
- 令和3年アニソン大賞（SMEJ）「作詞賞」[7]

## 収録曲
| 全作詞・作曲・編曲: 大石昌良。 |                                    |          |            |      |
| #                              | タイトル                           | 作詞     | 作曲・編曲 | 時間 |
| 1.                             | 「インパーフェクト」               | 大石昌良 | 大石昌良   | 3:48 |
| 2.                             | 「パワフルバディ」                 | 大石昌良 | 大石昌良   | 3:09 |
| 3.                             | 「インパーフェクト」(TV edit.)     | 大石昌良 | 大石昌良   | 1:37 |
| 4.                             | 「インパーフェクト」(Instrumental) | 大石昌良 | 大石昌良   | 3:48 |
| 5.                             | 「パワフルバディ」(Instrumental)   | 大石昌良 | 大石昌良   | 3:07 |
| 合計時間:                      | 合計時間:                          | 15:29    |            |      |

## ミュージック・ビデオ
インパーフェクト
監督：深津昌和。困難に直面して挫折しそうになるサラリーマン、美術を志す女子高生、ダンスを磨く青年の3人が立ち上がる様子が描かれている。